# Bettenhausen (Szwajcaria)
Bettenhausen – gmina (niem. Einwohnergemeinde) w Szwajcarii, w kantonie Berno, w regionie administracyjnym Emmental-Oberaargau, w okręgu Oberaargau. 1 stycznia 2011 do gminy przyłączono gminę Bollodingen.

## Demografia
W Bettenhausen mieszka 679 osób. W 2020 roku 3,7% populacji gminy stanowiły osoby urodzone poza Szwajcarią.

## Transport
Przez teren gminy przebiega droga główna nr 240.